# Hangard
Hangard is een gemeente in het Franse departement Somme (regio Hauts-de-France) en telt 119 inwoners (2009). De plaats maakt deel uit van het arrondissement Montdidier.

## Geografie
De oppervlakte van Hangard bedraagt 6,2 km², de bevolkingsdichtheid is dus 19,2 inwoners per km².
De onderstaande kaart toont de ligging van Hangard met de belangrijkste infrastructuur en aangrenzende gemeenten.

## Demografie
Onderstaande figuur toont het verloop van het inwonertal (bron: INSEE-tellingen).